# 339 TCN
339 TCN là một năm trong lịch La Mã.

## Sự kiện
- Sở Uy vương lên ngôi quân chủ nước Sở.
- Tần Hiếu công sai Thương Ưởng đem quân đánh nước Ngụy, Ngụy Huệ Thành vương cắt đất Hà Tây cho nước Tần để giảng hòa.